# Carl Chun
Carl Friedrich Chun, född 1 oktober 1852 i Höchst, död 11 april 1914 i Leipzig, var en tysk zoolog.
Chun blev professor i Königsberg 1883, i Breslau 1891 och i Leipzig 1898. Chun utgav värdefulla arbeten över havens lägre djurvärld, som kammaneter, bläckfiskar och pelagiskt levande organismer. Han undersökte den egendomliga företeelse som kallades dissogoni samt planlade och ledde den tyska djuphavsexpeditionen med Valdivia 1898–99, om vilken han utgav en populär skildring i Aus den Tiefen des Weltmeers (2:a upplagan 1902). Chun redigerade även arbetena över de rika vetenskapliga resultaten av expeditionen.